# Khojavend (quận)
Khojavend (tiếng Azerbaijan:Xocavənd) là một quận thuộc Azerbaijan. Dân số thời điểm năm 2012 là 39620 người.